# Оболенский, Владимир Сергеевич
Князь Владимир Сергеевич Оболенский (31 марта [12 апреля] 1847, Москва — 7 [19] ноября 1891, Ливадия) — один из ближайших друзей императора Александра III; генерал-лейтенант, гофмаршал; внук калужского губернатора князя А. П. Оболенского и генерала В. П. Мезенцева.

## Биография
Родился 31 марта (12 апреля) 1847 года; сын шталмейстера князя Сергея Александровича Оболенского (1819—1882) от брака с фрейлиной Натальей Владимировной Мезенцовой (1820—1895). В 1882 году ему разрешено было принять фамилию Оболенского-Нелединского-Мелецкого.
Окончив курс в Московском университете, 1 ноября 1868 года поступил на службу юнкером в кавалергардский полк; 12 июля 1869 года был произведён в корнеты. С 29 августа 1870 по 6 июня 1872 года состоял делопроизводителем хозяйственного комитета, 17 апреля 1872 года назначен полковым адъютантом.
В 1873 году (8 апреля) произведён в поручики. С 13 декабря 1874 года назначен адъютантом к наследнику цесаревичу Александру Александровичу; 13 апреля 1875 года произведён в штабс-ротмистры, а 27 марта 1877 года — в ротмистры. Участник Русско-Турецкой войны. 30 ноября 1877 года принимал участие в сражении у Трестеника и Мечки.
2 марта 1881 года произведен во флигель-адъютанты, а 12 апреля того же года в полковники. В 1882 году назначен на должность гофмаршала; 30 августа 1891 года произведен в генерал-майоры, с назначением в свиту Его Величества и с зачислением по армейской кавалерии.
Проболев два дня гриппом, Оболенский скончался 7 (19) ноября 1891 года от воспаления лёгких в Ливадии. Тело его было перевезено в Петербург. После отпевания в Придворной церкви Зимнего дворца был похоронен в Сергиева Приморской пустыни.

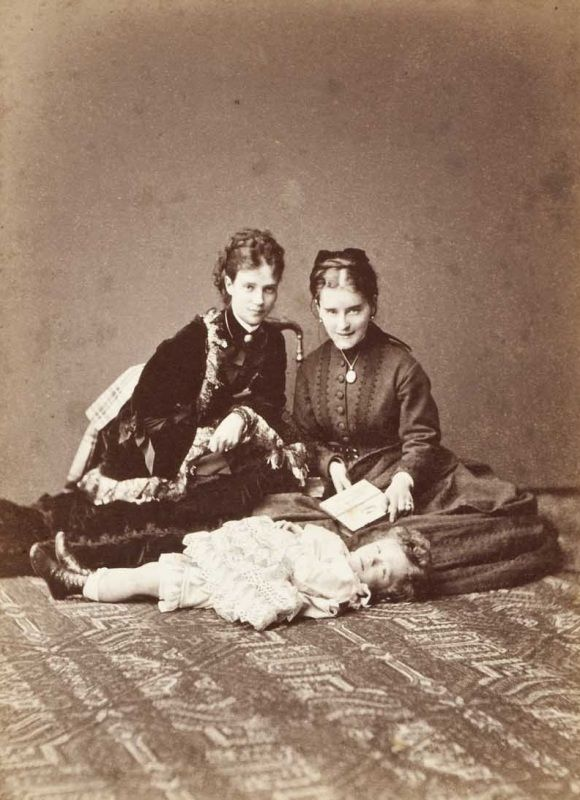
Императрица Мария Фёдоровна с сыном Николаем и кн. Оболенской

По словам современника, князь Оболенский «не имея ни детей, ни имущественных забот, ни каких-либо иных высших стремлений или интересов, вместе с женой поставил придворную жизнь и близость к их величествам целью своего существования. Он был истинным джентльменом и очень любезным человеком, его скоропостижная смерть была большим ударом для императора и императрицы, которые высоко ценили его личные качества и бескорыстную преданность».
С 3 февраля 1880 года был женат на графине Александре Александровне Апраксиной (1853—1943), дочери графа Александра Александровича Апраксина (1820—1883) от брака с Софьей Васильевной Ладомирской (1831—1880); внучка графа А. И. Апраксина и В. Н. Ладомирского. Фрейлина (с 1871 по 1881) императрицы Марии Фёдоровны и многолетняя ближайшая её приятельница; кавалерственная дама ордена Св. Екатерины малого креста. Княгиня «Сандра» (как звали Оболенскую все окружающие) была деятельной благотворительницей, в память о муже основала в Санкт-Петербурге детский приют и богадельню в Царском Селе. Состояла членом Дамского общества в память императрицы Марии Федоровны. Умерла в эмиграции в Париже и была похоронена на кладбище Сент-Женевьев-де-Буа.

## Награды
российские
- Орден Святого Станислава 3-й ст. (1873)
- Орден Святой Анны 3-й ст. (1875)
- Орден Святого Станислава 2-й ст. с мечами (1877)
- Орден Святого Владимира 4-й ст. (1880)
- Орден Святого Владимира 3-й ст. (1883)

иностранные:
- Австрийский Орден Франца Иосифа 1-й ст. со звездой (1874)
- Австрийский Орден Леопольда 3-й ст. (1875)
- Датский Орден Данеброга 2-й ст. (1879)
- Прусский Орден Короны 2-й ст. (1879)
- Шведский Орден Меча 3-й ст. (1879)
- Прусский Орден Красного Орла 2-й ст. (1883)
- Японский Орден Восходящего солнца (1883)
- Баденский Орден Церингенского льва 2-й ст. командорский крест (1883)
- Шведский Орден Меча 1-й ст. (1883)
- Датский Орден Данеброга 1-й ст. (1884)
- Австрийский Орден Железной короны 1-й ст. (1884)
- Персидский Орден Льва и Солнца 2-й ст. (1886)
- Турецкий Орден Османие 2-й ст. (1887)
- Прусский Орден Короны 1-й ст. с бриллиантами (1888)
- Румынский Железный Крест
- Баварский Орден Баварской Короны 2-й ст.
- Греческий Орден Спасителя 2-й ст.
- Гессен-Дармштадтский Орден Филиппа Великодушного 1-й ст.
- Мекленбург-Шверинский Орден Вендской Короны 2-й ст.
- Саксен-Альтенбургский Орден Эрнестинского Дома большой крест
- Сербский Орден Таковского креста 1-й ст.
- Черногорский Орден Данило I 1-й ст.
- Французский Орден Почётного Легиона, командорский крест